# Sid Ramin
Pour les articles homonymes, voir Ramin.
Sidney Nathan Ramin,, dit Sid Ramin (né le 22 janvier 1919 à Boston et mort le 1er juillet 2019 à New York), est un musicien et compositeur, arrangeur et orchestrateur américain.
Il a remporté l'Oscar de la meilleure musique de film et un Grammy award pour la musique de West Side Story en 1961.

## Biographie
Né en 1919, quelques mois après Leonard Bernstein qui était un de ses amis d'enfance, Sid Ramin a réalisé l'orchestration de nombreux films, téléfilms et comédies musicales. Il a aussi composé le thème et la mélodie de Smile, You're on Candid Camera pour l'émission de télévision de caméra cachée dans les années 1960. Il a collaboré en particulier avec Robert Ginzler et Leonard Bernstein.

## Musiques

### Télévision
- 1993 : Gypsy
- 1973 : Miracle sur la 34e rue
- The Patty Duke Show
- Candid Camera
- The Milton Berle Show

### Cinéma
- 1961 : West Side Story
- 1967 : Too Many Thieves
- 1969 : Stiletto

### Comédies musicales
- 1953 : Wonderful Town
- 1959 :  Gypsy
- 1962 : A Funny Thing Happened on the Way to the Forum
- 1962 : I Can Get It for You Wholesale
- 1962 : Le Forum en folie
- 1971 : Look Where I'm At!
- 1986 : Smile, Broadway
- 1993 : The Red Shoes, Broadway